# Lienardia nigrotincta
Lienardia nigrotincta é uma espécie de gastrópode do gênero Lienardia, pertencente a família Clathurellidae.